# Anna Uherská (1281)
Anna Uherská (1260? – 1281) byla byzantská císařovna manželka z dynastie Arpádovců.
Narodila se jako jedna z dcer uherského krále Štěpána V. a jeho kumánské choti Alžběty. 8. listopadu 1273 byla provdána za byzantského císaře (resp. tehdy jen spolucísaře) Andronika II., svého vrstevníka. Zemřela již roku 1281, o rok dříve než se Andronikos stal jediným císařem. Skrze syna Michaela je Anna Arpádovna předkem všech následujících byzantských císařů včetně posledního (Konstantina IX.).